# Mouvement populaire de Barbuda
Le Mouvement populaire de Barbuda (Barbuda People's Movement) est un parti politique d'Antigua-et-Barbuda est un parti politique présent sur l'île de Barbuda. Majoritaire sur cette île peu peuplée, le BPM est allié du parti majoritaire d'Antigua-et-Barbuda, le Parti progressiste unifié.
Lors des élections législatives de mars 2004, le BPM a obtenu exactement le même nombre de suffrages que son rival local, le Mouvement populaire de Barbuda pour le changement (400 voix chacun). Une autre élection dut donc être organisée un mois plus tard, remportée par le BPM.

## Résultats électoraux

### Élections législatives
| Année | Voix | %    | Sièges | Gouvernement        | Rang |
| ----- | ---- | ---- | ------ | ------------------- | ---- |
| 1989  | 304  | 1,37 | 1 / 17 | Opposition          | 4e   |
| 1994  | 367  | 1,35 | 1 / 17 | Opposition          | 3e   |
| 1999  | 418  | 1,26 | 1 / 17 | Opposition          | 3e   |
| 2004  | 400  | 1,01 | 1 / 17 | Opposition          | 3e   |
| 2009  | 474  | 1,14 | 3 / 17 | Opposition          | 3e   |
| 2014  | 484  | 1,13 | 0 / 17 | Extra-parlementaire | 3e   |
| 2018  | 558  | 1,43 | 1 / 17 | Opposition          | 4e   |
| 2023  | 624  | 1,46 | 1 / 17 | Opposition          | 3e   |